# Rudolf Vouk
Rudolf Vouk (n. 19 martie 1965, Klagenfurt) este un om politic membru al (LIF și EL) și avocat austriac.
1. 1 2  CONOR.SI[*] Verificați valoarea |titlelink= (ajutor)
2. 1 2  Czech National Authority Database, accesat în 1 martie 2022